# أوراندي
أوراندي بلدية في ولاية باهيا في المنطقة الشمالية الشرقية من البرازيل.